# C14H9Cl
分子式C14H9Cl（摩尔质量：212.67 g/mol）可以指：
- 4-氯二苯乙炔，CAS号：5172-02-1
- 9-氯蒽（葡萄牙語：9-Cloroantraceno），CAS号：716-53-0

|  | 这个同类索引页列出了具有相同分子式的化学物（即同分異構體）条目。 除非您是有意链接至本页，否则应将相应条目的内部链接指向正确的条目。 |